# Дубов, Эдуард Львович
Эдуард Львович Дубов (27 апреля 1938 года — 22 декабря 2018) — шахматист, почётный член ФИДЕ, математик, международный арбитр, президент Шахматной федерации Москвы. Дед Даниила Дубова. Член Московского математического общества.
Дубов известен как автор системы индивидуальных коэффициентов для шахматистов СССР (модификация рейтинга Эло), которая действовала четверть века, известная под названием «Дубо».
Также разработал собственную систему жеребьёвки, применявшуюся в открытых турнирах.
Главный арбитр суперфинала чемпионата России по шахматам 2011 года, ряда финалов чемпионатов Москвы и крупных международных соревнований.
22 декабря 2018 года в полусознательном состоянии найден прохожим на улице. Доставлен в 31ю городскую больницу. Было диагностировано обморожение и двустороннее воспаление лёгких. Скончался в больнице.